# 90 Minutes (investigation)
Pour les articles homonymes, voir 90 minutes (homonymie).
90 Minutes est une émission télévisée d'investigation créée en 1999 par Paul Moreira sur Canal+. Il a été diffusé du 4 janvier 2000 au 8 août 2006.

## Histoire
Le journalisme d'enquête a « émergé très lentement en France », cherchant sa place face à l'« hégémonie du journalisme politique », selon le sociologue des médias Jean-Marie Charon, surtout grâce au Canard Enchaîné, la presse écrite en conservant longtemps le monopole.
En 1999, le journalisme d'investigation Paul Moreira quitte l'agence de presse CAPA et intègre Canal+ pour créer, sur demande du directeur des programmes Alain De Greef, l'émission 90 Minutes où il est nommé directeur adjoint de l'information.
Le magazine était diffusé généralement le mardi en crypté, de façon irrégulière en première partie de soirée (de janvier 2000 à septembre 2002), puis en deuxième partie de soirée (de novembre 2002 à juin 2006). Certaines émissions pouvaient cependant être rediffusées en clair à la mi-journée.
En plus des émissions classiques (comprenant 1 ou plusieurs enquêtes), des émissions spéciales nommées "droit de suite" reviennent sur des anciennes enquêtes en traitant notamment des changements de situations.
L'investigation fait ainsi son entrée à la télévision. L'émission se fait connaitre par de nombreux scoops, parmi lesquels ceux sur l'activité de Total en Birmanie ou sur l'affaire Robert Boulin . Six ans après sa création, son succès est tel que toutes les chaînes hertziennes veulent leur magazine d'investigation, réclamé par leurs journalistes. Sur France 3, le premier est créé en 2000 sous le nom de Pièces à conviction par Élise Lucet, qu’elle a dirigé jusqu’en 2011. En 2012, c'est la création de Cash investigation, car selon Élise Lucet « les citoyens ont vraiment soif d’information fouillée », l’affaire Jérôme Cahuzac, révélée par Médiapart, apportant en plus ensuite « un déclic dans l’opinion publique ».
Mais dans la réalité, les chaines ne leur accordent que des diffusions tardives, des moyens très limités en temps et en matériel, dix dans un bureau de 25 mètres carrés pour France2. La plupart observent que le marché reste dominé par 90 minutes, qui « lance toujours cinq ou six enquêtes en parallèle » et « peut se permettre des enquêtes au long cours ». Tous déplorent la multiplication d'intermédiaires servant de filtre et qu'il soit très compliqué d'accéder à certaines archives.
En 2002, l'émission 90 Minutes diffuse une enquête sur un réseau de trafic d'armes entre la Croatie et la France, dirigé par Claude Hermant, un militant d'extrême droite du nord de la France. La police et la justice ne donneront pas suite à ces révélations et 13 ans plus tard, c'est le même réseau, dirigé par Claude Hermant qui vend des armes à Amedy Coulibaly, le tueur de l'Etat Islamique, responsable de l'attaque contre l'hyper-marché casher, le 9 janvier 2015.
Paul Moreira lance un appel en avril 2004 pour un accès plus libre aux documents administratifs.

## Fin de l'émission et ses successeurs
En septembre 2002, Canal+ lance Lundi Investigation, dont la principale différence entre 90 minutes est que Lundi investigation diffuse des reportages achetés à d'autres producteurs (comme CAPA par exemple), alors que 90 minutes produit en interne ses reportages.
Dès la saison 2005-2006, l'émission était diffusée de façon moins récurrente par rapport aux années précédentes.
Le 4 juillet 2006, la direction de Canal+ annonce à l'équipe de 90 minutes que l'émission ne sera pas reconduite à la rentrée 2006. Canal+ a proposé au rédacteur en chef de réaliser à la place des documentaires internationaux, tandis que le reste de l'équipe s'est vu proposer un reclassement à I-Télé.
Canal+ justifie l'arrêt de l'émission par le fait que leurs abonnés connaissent mieux Lundi Investigation (qui était diffusé de façon plus récurrente) que 90 Minutes, et qu'avoir 2 émissions d'investigation causerait un "souci de clarification".
Paul Moreira quitte Canal+ et fonde «Premières Lignes Télévision», agence de presse indépendante et société de production.
De 2006 jusqu'en 2016, il ne restera plus qu'une seule émission d'investigation sur la chaîne cryptée : Lundi Investigation (de 2006 à 2007), puis Jeudi Investigation (de 2007 à 2008), et enfin Special Investigation (de 2008 à 2016).
À partir de 2015, Spécial Investigation est confrontée à des censures répétées de l'actionnaire de Canal+, sans qu'il soit possible de parvenir à une solution. En 2021, après avoir été laissé 5 ans sans affectation, Jean-Baptiste Rivoire quitte Canal+ et son poste de rédacteur en chef adjoint de Spécial Investigation. Il fonde ensuite le média Off-investigation, un site d'information indépendant spécialisé dans l'enquête vidéo.

## Faits divers
- Le 11 mars 2004, trois journalistes de l'émission sont violemment agressés en tentant d'enquêter dans une école coranique à Grisy-Suisnes, et l'ingénieur du son est blessé au visage avec de multiples fractures. Le reportage en question se nomme "Islam en France : enquête sur de mystérieux missionnaires" et a été diffusé le 5 avril 2004[15]. Les agresseurs ont été condamnés le 23 janvier 2008[16].
- Début 2007, un canular commence à circuler sur internet (et notamment par mail), sur un reportage de 90 minutes qui aurait été censuré et qui donc n'aurait pas été diffusé par Canal+. Il s'est avéré que ce reportage a bien été diffusé sur l'antenne de Canal+ (le reportage se nomme "OGM : l'étude qui accuse", diffusé le 15 novembre 2005)[17]

## Programmation

### Saison 2000
4 janvier 2000 : "Sida : le business des grands laboratoires" ; "Bandes de filles" ; "Génétique : une firme maître du monde" ; "Les soldats perdus de la scientologie"
24 février 2000 : "La guerre radioactive secrète" ; "Dossier",
11 avril 2000 : "Les zones d'ombre de l'affaire Dutroux" ; "Quartier mineurs" ; "Total en Birmanie : l'autre scandale"
20 juin 2000 : "Dédé la sardine" ; "Argent sale : traque chez les criminels en col blanc" ; "Eva Joly" ; "Georgie : les secrets d'une contamination" ; "Patrice des Mazery" ; "Art africain : dans les circuits du pillage" ; "Sida : les grands business des laboratoires" ; "La guerre de la radioactivité secrète" ; " Total en Birmanie : l'autre scandale"
30 juin 2000 :  "Paradis financiers, la guerre est déclarée"

### Saison 2000 - 2001
31 octobre 2000 : Inconnu
14 novembre 2000 : "Argent sale : traque chez les criminels en col blanc"
23 janvier 2001 : "Les cadavres exquis du président Mitterrand" ; "Kosovo : comment on nous a vendu la guerre" ; "Hépatite B : mensonges autour d'un vaccin"
25 janvier 2001 : "La guerre radioactive secrète"
1er mars 2001 : "Les dissimulateurs",
27 mars 2001 : "Sirven : le parrain de la République" ; "Beausoleil : parfum de mafia sur la Côte d'Azur" ;  "Les sacrifiés du nucléaire"
19 juin 2001 : "Profession harceleur" ; "Trafic d'humains : le grand marché des mafieux albanais" ; "Esclaves de la mode" ; "Droit de suite : Interview David Earnshaw"

### Saison 2001 - 2002
15 janvier 2002 : "Robert Boulin : le suicide était un crime", "Trafic d'armes de guerre : la filière d'extrême droite", "Œuvres d'art de la République : pillage à tous les étages", "Déchets toxiques : les circuits secrets"
16 avril 2002 : "Papa Schuller est revenu" ; "Affaire Erignac : les coulisses d'un assassinat" ; " Antidépresseurs pour enfants : la fin d'un tabou"
28 avril 2002 : Inconnu
5 mai 2002 : "Journal non autorisé d'une campagne"
11 juin 2002 (spécial droit de suite) : "Profession harceleur" ; "Art africain : dans les circuits du pillage" ; "Vache folle : guerre des tests et insécurité alimentaire ?" ; "Robert Boulin : le suicide était un crime" ; "Loft Story : les dessous de la télé réalité" ; "Trafic d'armes de guerre : la filière d'extrême droite" ; "Total en Birmanie : Gazoduc, dictature et travail forcé" ; "SIDA : le grand business des laboratoires" ; " Médecins sans frontières en Afrique du Sud"

### Saison 2002 - 2003
9 septembre 2002 : "Banlieue : chronique d'une cité sous tension" ; "Attentats du 11 septembre : pouvait-on les empêcher ?" ; "Mohammed Atta, cerveau de l'attentat du 11 septembre 2001"
21 octobre 2002 (spécial "Dans les coulisses de l'Europe Bunker") : "France. Dans la peau d'un sans papiers" ; "Trafic d'humain : le grand marché des mafieux albanais" ; "Italie : le business de la solidérité" ; "Espagne : vol 811, bienvenue en Europe" ; "Suède : les réseaux nazis européens"
7 novembre 2002 : "Balkany à Levallois : victoire d'un clan" ; "Attentats de Paris : enquête sur les commanditaires"
2 décembre 2002 : "Animal industriel : les prochains scandales alimentaires" ; "Juge Borrel : révélations sur un suicide impossible"
6 janvier 2003 : "Fast-food : une fabrique à obèses ?", "Pub à risque", "L'argent secret des syndicats"
3 février 2003 : "Guerre contre l'Irak : dans les coulisses de la propagande américaine" ; "Derrière Buffalo Grill : les circuits de la viande interdite"
3 mars 2003 : "Khalifa : l'étrange milliardaire algérien" ; "Interview : Bernard Lecherbonnier" ; "Corruption en Algérie" ; "Daewoo en Lorraine" ; "Daewoo : quand Chirac jouait les VRP" ; "Prison : mourir pour un outrage"
7 avril 2003 : "Juifs Arabes en France : qui attise le feu" ; "Irak : la guerre des propagandes"
5 mai 2003 : "Dans la jungle de Bagdad" ; "USA-Irak : Ce que Bush veut cacher" ; "Turquie. Point sur la répression du nouvel an kurde" ; "Turquie : Voyage dans une guerre sans images"
2 juin 2003 (spécial droit de suite) : "Robert Boulin : le suicide était un crime" ; "Juifs-arabes en France : qui attise le feu ?" ; "L'argent secret des syndicats" ; "Juge Borrel : révélations sur un suicide impossible" ; "Attentats de Paris : enquête sur les commanditaires"
1er juillet 2003 : Inconnu
15 juillet 2003 : Inconnu

### Saison 2003 - 2004
15 septembre 2003 : "Personnes âgées : le business des mouroirs" ; "Canicule : les mauvais calculs du gouvernement" ; " Bombes à fragmentations : nouvelles armes bêtes et méchantes"
6 octobre 2003 : "Opus Dei : le lobby des cathos ultras" ; "Nouveaux ouvriers : les Mac-Jobs des cités" ; " Le prix de la reconnaissance sociale"
3 novembre 2003 : "Israël : la guerre du mur" ; "OGM : l'aubaine du diabrotica"
1er décembre 2003 : "Services secrets : révélations sur un vrai faux enlèvement" ; "Marchiani : portrait d'un corsaire de la République"; "Schwarzenegger : le côté obscur de la force"
5 janvier 2004 : "Les charlatans de l'inconscient" ; "lencore : la multinationale des flibustiers de l'économie"
2 février 2004 : "Médicaments : comment on nous conditionne" ; "Affaire Johnny : peut-on juger une idole ?"
8 mars 2004 : "Japon : morts par overdose de travail" ; "En France aussi, le stress tue" ; "Sécurité d'Air France : l'embrouille Pretory"
5 avril 2004 : "Le Pen en PACA : une campagne tout en medias" ; "Islam en France : enquête sur de mystérieux missionnaires"
10 mai 2004 : "Gens du voyage : la répression et l'absurde" ; "USA : Comment Bush menace les libertés"
21 juin 2004 (spécial droit de suite) : "Juge Borrel : révélations sur un suicide impossible" ; "Islam en France : enquête sur de mystérieux missionnaires" ; "Personnes âgées : le business des mouroirs"; " Nouveaux ouvriers : les MC jobs des cités " ;  "L'argent secret des syndicats"; " Affaire Johnny : peut-on juger une idole ?"
8 juillet 2004 : Inconnu
15 juillet 2004 : Inconnu

### Saison 2004 - 2005
6 septembre 2004 : "Chasse au pédophile : quand la rumeur tue" ; "Massacre en Tchétchènie : la vidéo qui accuse"
4 octobre 2004 : "Discriminations, après les boites de nuit, les partis politiques" ; "Farid Smahi" ; "Guerre économique : Carlyle contre Otor, histoire d'un raid" ; "Interview Gary Fontana"
26 octobre 2004 : "Bagdad parano : la guerre des bombes" ; "Saddam Hussein : le procès que vous ne verrez pas" ; "Elections américaines : le scandale des machines à voter"
30 novembre 2004 : "Côte d'Ivoire : quatre jours de feu" ; "Interview du colonel G. Guiai Bi Poin" ; " Après Arafat, le pouvoir des rebelles armés"
4 janvier 2005 : "Patrons-voyous : la Bourse contre l'emploi" ; "Milieu varois : les amitiés troubles des frères Perletto"
8 février 2005 : "Pacemakers dangereux : le scandale que la France a voulu cacher" ;  "Côte d'Ivoire : le mardi noir de l'armée française" ; "Côte d'Ivoire : enquête sur les gourous" ; "Placements en bourse "des fonds ethiques" pas toujours éthiques"
22 mars 2005 : "Filière irakienne : des apprentis djihadistes sous influence" ; "Nice : quand la justice protégeait les voyous" ; " L'affaire des fichiers piratés par la police" ; "Comment l'or empoisonne la guyane"
20 juin 2005 (spécial droit de suite) :  "Khalifa : la chute de l'étrange milliardaire" ;  "Déchets toxiques : un village gagne un procès" ;  "Les vigiles du métro : la descente aux enfers continue" ;  "Patrons voyous : la bourse contre l'emploi" ;  "Côte d'Ivoire France : divorce consommé" ;  "Juge Borrel : faux suicide véritable affaire d'état" ;  "Kurdes de Turquie : ceux qui appellent l'Europe à l'aide"

### Saison 2005 - 2006
6 septembre 2005 : "Evacuation d'une famille juive de Goush Katif; " La médiatisation de l'évacuation des colonies " ; " Colonies illégales en Cisjordanie" ; " La montée en puissance des groupes armés palestiniens" ; "Les juifs radicaux; "La Légion juive" ; "Le mur de sécurité à Jérusalem" ; "La colonie juive d'Irving Moskowitz" ; "La richesse d'Irving Moskowitz"
4 octobre 2005 : " Ecole : la guerre des mémoires" ; "Bois exotique : dans les filières de la contrebande"; " USA : enquête sur le lobby Adam et Eve "
15 novembre 2005 (spécial "La banlieue brûle") : " Nuit d'émeute à Vaulx en Velin" ; "Evènements Clichy sous Bois" ; " Crise des banlieues : les politiques " ; " La fin de la police de proximité" ; " Incident de la BAC à La Duchère" ; " OGM : l'étude qui accuse"
9 janvier 2006 : " Quand l'Education Nationale sacrifie ses instituteurs" ; " Enquête clandestine sur l'apartheid cubain" ; " Droit de suite : Total accepte d'indemniser ses accusateurs birmans"
14 février 2006 : " Les dommages collatéraux de la télé réalité" ; " Chômage : la baisse à tout prix?" ; " Bertrand Delanoë face aux dossiers noirs de Paris"
11 avril 2006 : " Comment l'Irak est devenu La Mecque du terrorisme mondial" ; " Ansar Al Islam : rencontre avec le Mollah Krekar, prophéte du Jihad" ; " Irak : comment des islamistes ont infiltré les unités anti-terroristes" ; " France : traitement de faveur pour le frère de Ben Laden" ; " Anti-terrorisme en France : succès et dérapages" ; " Convertis extrémistes : les nouvelles recrues européennes d'Allah" ; " Youssef Nada : le banquier que les Américains voudraient arrêter"
28 juin 2006 (spécial droit de suite) : " Clearstream expliqué à ceux qui n'ont toujours rien compris" ; " Anthologie des coups tordus avant élections" ; " Les suites de l'affaire du juge Borel"